# Thanatephorus
Thanatephorus Donk (strzępniczek) – rodzaj grzybów z rodziny podstawkorożkowatych (Ceratobasidiaceae). W Polsce występuje 5 gatunków.
W 2022 roku jest to już takson nieaktualny. Gatunki do niego zaliczane zostały przeniesione do rodzaju Rhizoctonia.

## Systematyka i nazewnictwo
Pozycja w klasyfikacji według Index Fungorum: Ceratobasidiaceae, Cantharellales, Incertae sedis, Agaricomycetes, Agaricomycotina, Basidiomycota, Fungi.
Synonimy nazwy naukowej: Aquathanatephorus C.C. Tu & Kimbr., Cejpomyces Svrček & Pouzar, Oncobasidium P.H.B. Talbot & Keane, Tofispora G. Langer, Uthatobasidium Donk, Ypsilonidium Donk.
Thanatephorus jest teleomorfą wielu gatunków z rodzaju Rhizoctonia. Polską nazwę rodzaju nadał Władysław Wojewoda w 2003 r., wcześniej używał nazwy krótkopodstawkowiec. Nadał też nazwy kilku gatunkom, ponieważ jednak za nazwę naukową przyjęto nazwę ich anamorf, nazwy przez niego nadane są niespójne z nazwami naukowymi.
Gatunki:
- Thanatephorus biapiculatus (D.P. Rogers) P. Roberts 1998
- Thanatephorus brevisporus Pouzar 2001
- Thanatephorus gardneri Warcup 1991
- Thanatephorus hebelomatosporus (Boidin & Gilles) P. Roberts 1998
- Thanatephorus microsclerotium (Matz) Boidin, Mugnier & Canales 1998
- Thanatephorus pendulus (C.C. Tu & Kimbr.) Stalpers & T.F. Andersen 199
- Thanatephorus pennatus Currah 1987
- Thanatephorus repetosporus (G. Langer & Ryvarden) P. Roberts 1998

Nazwy naukowe na podstawie Index Fungorum..